# Дом А. Я. Уварова
Дом А. Я. Уварова — здание-достопримечательность в Москве. Объект культурного наследия народов России регионального значения, охраняется государством.

## История
Особняк сооружен по заказу московского виноторговца Александра Я. Уварова в 1793 году или 1802 году, в него вошли палаты 1760-х годов. Некоторые историки считают, что архитектор М. Ф. Казаков. В доме находятся жилые комнаты, лотки и склады для вина. В марте 1786 года газета «Московские ведомости» напечатало объявление:
В доме Московского именитого гражданина Александра Уварова, в имеющемся у него питейном погребе, продаётся вновь привезённый самой лучший вест-индский ром, ценою анкер 21 руб., ведро 7 руб., Эрмитаж, шато-марго, пиво Англинское и портер, водки вейновые, и ликёр французский и коньяк.
В 1807 году И. В. Кусков, купец из Санкт-Петербурга, приобрёл усадьбу у Уварова за 65 тысяч рублей. В 1820 году Кусков продал усадьбу богатой семье Усачёвых. В 1832 году Усачёвы подарили здание Императорскому Человеколюбивому обществу под предлогом:
Для богоугодного заведения и помещения обоего пола страждущих людей.
Общество стало сдавать квартиры в аренду.
В XXI веке здесь находится Федеральный центр судебной экспертизы.
В 2016 году проводится комплексная реставрация дома и его приспособление для современного использования.

## Архитектура
Архитектор М. Ф. Казаков (не подтверждено). Дом выдержан в стиле классицизм: фасад здания проиллюстрирован рисунками и первый этаж обставлен рустом и колоннами ионическими, присутствуют 4 пилястры.

## Ссылка
Страница в реестре объектов культурного наследия.